# Vollkorn

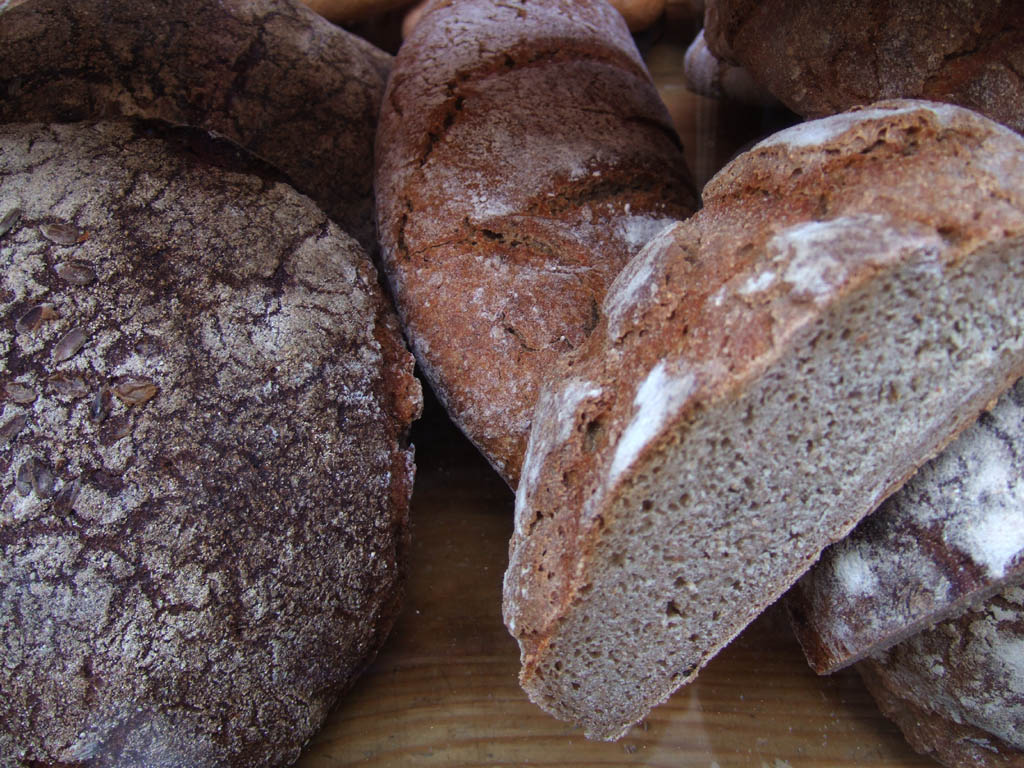
Vollkornbrot

Vollkorn ist Getreide, dem nach der Ernte nur Grannen und Spelzen entfernt wurden. Ballaststoffe, Vitamine, Öle und Mineralstoffe bleiben in der Schale (der Kleie) und dem Keimling erhalten und gelten als gesundheitsfördernd. Die Öle sind ernährungsphysiologisch besonders wertvoll, da der Gehalt an essenziellen Fettsäuren sehr hoch ist.
Vollkorn wird im ganzen Korn, zu Schroten oder Mehlen sowie weiteren Vollkornprodukten wie z. B. Frühstücksflocken weiterverarbeitet. Nach DIN 10355 wird zwischen Weizen-, Dinkel- und Roggenvollkornmehlen bzw. -schroten unterschieden. Zur Vollkorndefinition heißt es in der Norm wörtlich: „Vollkornmehl und Vollkornschrot müssen die gesamten Bestandteile der gereinigten Körner, einschließlich des Keimlings, enthalten. Die Körner dürfen vor der Verarbeitung von der äußeren Fruchtschale befreit sein.“ Vollkornmehle und -schrote haben keine Typenzahl.
Über die Farbe eines Mehls oder Brotes lässt sich nur bedingt auf den Vollkorngehalt schließen; so kann ein helles Brot auch ein Vollkornbrot sein und ein dunkles gefärbt. Auch muss Vollkornbrot nicht ganze Körner enthalten.

## Definition
Für Vollkornerzeugnisse sind keine analytisch bestimmbaren Grenz- oder Richtwerte festgelegt. Dies ist in der natürlichen Schwankung seiner Inhaltsstoffgehalte begründet, die je nach Witterungsbedingungen, Bodenqualität, Getreideart und -sorte stärker differieren. Für Weizen- und Roggenvollkorn sind dies (bezogen auf die Trockensubstanz):
| Inhaltsstoff  | Anteil (in Prozent) |
| ------------- | ------------------- |
| Mineralstoffe | 1,4 – 2,8           |
| Protein       | 8 – 18              |
| Kohlenhydrate | 78 – 88             |
| Ballaststoffe | 9 – 15              |
| Rohfett       | 1,5 – 2,2           |

Im Rahmen des EU-Forschungsprojektes HEALTHGRAIN wurde eine Europäische Vollkorn-Definition erarbeitet, die auf Grundlage aktueller wissenschaftlicher Erkenntnisse den Begriff „Vollkorn“ wie folgt beschreibt: „Vollkorn soll aus den ganzen, gemahlenen, geschroteten oder flockierten Körnern bestehen, nachdem die nichtessbaren Teile, wie Spelzen und Hülsen entfernt wurden. Die Hauptkomponenten des anatomischen Aufbaus – das stärkehaltige Endosperm, der Keimling und die Schale – sind im gleichen Verhältnis vorhanden wie im ganzen Korn.“… Des Weiteren wird umfassend und detailliert auf botanische und technologische Fragen eingegangen, wobei insbesondere Aspekte der Produktqualität und Lebensmittelsicherheit im Sinne eines vorbeugenden und nachhaltigen Verbraucherschutzes berücksichtigt werden.
Nicht alle Getreidearten sind als Vollkorngetreide genießbar. Beim so genannten „Vollkornreis“ wurden die Spelzen entfernt, nur das Silberhäutchen ist noch enthalten.
Gerste und Dinkel sind ebenfalls Spelzgetreide, bei dem die Spelzen mit dem Mehlkörper verwachsen sind und die vor der Weiterverarbeitung entspelzt werden müssen. Vollkornprodukte aus Gerste sind Graupen, Grütze und Flocken. Grünkern ist vorzeitig geernteter Dinkel, der anschließend getrocknet (geräuchert) und als volles Korn verarbeitet wird. Grünkern wird ähnlich wie Buchweizen als Beilage und Suppenfrucht verwendet, ist aber für die Brotherstellung ungeeignet.
Neben den für die menschliche Ernährung wichtigen Stoffen enthält Vollkorn je nach Getreideart verschiedene andere Stoffe wie Antinutritiva gegen Fressfeinde, Arabinoxylane und Lectine. Deren Wirkung ist jedoch nicht abschließend untersucht.

## Verarbeitung
Vollkorn wird zu Brot, Brötchen und anderem Gebäck sowie zu Nudeln, Graupen, Grütze und Flocken (Müsli) verarbeitet. In der Viehhaltung wird Vollkorngetreide als Futtergetreide verwendet. Vollkornmehle und Vollkornschrote sind nur begrenzt lagerfähig. Ihre Fettsäuren sind sehr instabil. Der hohe Enzymgehalt (aus dem zerstörten Keimling) verstärkt diese Instabilität. Durch Zugabe des Antioxidans Ascorbinsäure (Vitamin C) wird die Lagerfähigkeit verbessert.

## Geschichte
Bevor die technischen Möglichkeiten bestanden, Keimling und Randschichten auszusieben, enthielt Mehl alle Bestandteile des Korns und entsprach damit dem heutigen Vollkornmehl. Anfangs wurde das Getreide wahrscheinlich von Jägern und Sammlern roh, getrocknet oder am Feuer geröstet verzehrt. Spätestens mit der Sesshaftigkeit durch die Neolithische Revolution, dem gezielten Anbau und der Selektierung von Pflanzen, kann davon ausgegangen werden, dass Getreide vermahlen und zu Brei oder Fladenbrot verarbeitet wurde.
Bereits in der Antike wurde Mehl zusätzlich mit Netzen gesiebt, um die Kleie und Keimbestandteile zu verringern. Dabei wurde ein Reinheitsgrad erreicht, der dem heutigen Ausmahlungsgrad des Ruchmehls oder Halbweißmehls entspricht. Daneben wurde weiterhin auch ungesiebtes Weizenmehl mit allen Kornbestandteilen für besondere Brotarten verwendet. Diesem Brot wurde bereits von dem antiken Arzt Galenos eine abführende und reinigende Wirkung nachgesagt. Allerdings ging er von einem geringeren Nährwert des ungesiebten Mehls aus.
Teig aus feinem Mehl ist besser formbar als Teig aus Schrot oder Vollkorn, verkürzt sowohl die erforderliche Aufquell- als auch die Backzeit deutlich und chemische oder physikalische Triebmittel zeigten eine verstärkte Wirkung.
Gesellschaftliche Zuordnung
Früh galt dunkles Brot als rückständig und ländlich, Brot aus Weißmehl hingegen als Statussymbol der Oberschicht.
In norddeutschen Regionen wurde bis in das 20. Jahrhundert von der ländlichen Bevölkerung Roggenbrot aus dem ganzen Korn oder nur unter Ausscheidung eines Teils der Hüllen gegessen. Beutelwerke zum Aussieben der Kleie und groben Mehlbestandteile waren etwa im Siegerland bis in das 19. Jahrhundert nur in den Städten vorhanden. Erst die Einführung neuer Müllereitechniken brachte hier eine Änderung.
Bis ins frühe 19. Jahrhundert wurde an deutschen Krankenhäusern zwischen Ärzten und Patienten der Oberschicht differenziert, die Weißbrot bekamen, und der Mehrheit der Patienten, die sich mit Schwarzbrot begnügen mussten. Begründet wurde dies mit dem „feiner entwickelten Ernährungssystem“ von Angehörigen höherer Klassen.
Lebensreformbewegung
Mit dem Aufkommen erster Ansätze zur Ernährungschemie und zur industriellen Herstellung von Nahrungsmitteln wurden dunklere Brote als nährstoffhaltiger und gesünder propagiert.
Auf den Chemiker Justus von Liebig gehen neben dem Fleischextrakt auch Experimente zum Nährstoffgehalt von Kleiebrot zurück. Die fortschreitende Industrialisierung wurde teilweise kritisch gesehen. Grund waren auch Lebensmittelskandale, bei denen dunkles Mehl mit Alaun und Chlor gebleicht worden war. Seit Mitte des 19. Jahrhunderts entwickelten sich demgegenüber insbesondere im deutschsprachigen Raum Reformbewegungen, die eine Rückkehr zu einer „naturgemäßen Lebensweise“ propagierten. Hierzu gehörte nach Ansicht dieser Lebensreformer auch, dass Getreide mit dem Keimling und der Kleie gegessen werden sollte. Verschiedene Vollkornbrote waren und sind nach wie vor eine Spezialität des deutschen Sprachraums.
Brot aus vollem Korn im 19. Jahrhundert
Ein Vollkornbrot im engeren Sinn ist u. a. Grahambrot (in Österreich zumeist in der Form des Grahamweckerls), ein nach Sylvester Graham (1794–1851) benanntes Brot aus fein geschrotetem, ungesiebtem Vollkornweizen, das ohne Treibmittel wie Hefe oder Sauerteig nach einer „Spontangärung“ in einer Kastenform gebacken wird.
Aus einer regionalen Vollkornspezialität, dem westfälischen Pumpernickel, wurde aufgrund dessen Haltbarkeit und einfacher Herstellung in Feldbacköfen (vgl. Anton Schütte) ein weitverbreitetes Brot für die Ernährung von Soldaten, so bei der US-amerikanischen Armee im 19. Jahrhundert. Ähnlich entstand etwas später das in deutschen Armeen verbreitete Kommissbrot, ebenfalls aus Vollkorn. Die Vollkornbrote eigneten sich neben der langen Haltbarkeit vor allem deswegen für das Militär, weil sie aus einfachsten Bestandteilen (Schrot, Vollkorn, Salz und Wasser) bestanden. Die technische Herausforderung bestand im Vorquellen als Brühstück und einer langen Backzeit, weil die Hitze durch die hohe Dichte des trieblosen Brotes nur langsam eindringen und garen kann, was mit den entsprechenden Feldbacköfen gelöst wurde.
20. Jahrhundert
Uwe Spiekermann spricht von einer regelrechten Vollkornbrotpolitik im Nationalsozialismus. Es entstand die ideologische Vorstellung einer „reinen“ und „unvermischten“ Nahrung. In diesem Kontext wurde Vollkornernährung propagiert, da diese besonders rein und unverfälscht sei. Das Ziel des Reichsvollkornbrotausschusses war es, den Anteil des Vollkornbrotes auf 30 Prozent zu steigern. Vollkornbrot war jedoch der „herrschenden Rasse“ vorbehalten, Zivilarbeiter, Kriegsgefangene und Juden waren vom Vollkornbrotbezug ausgeschlossen. Vollkornbrot wurde zum Symbol des Deutschen, zum Symbol einer überlegenen Rasse.

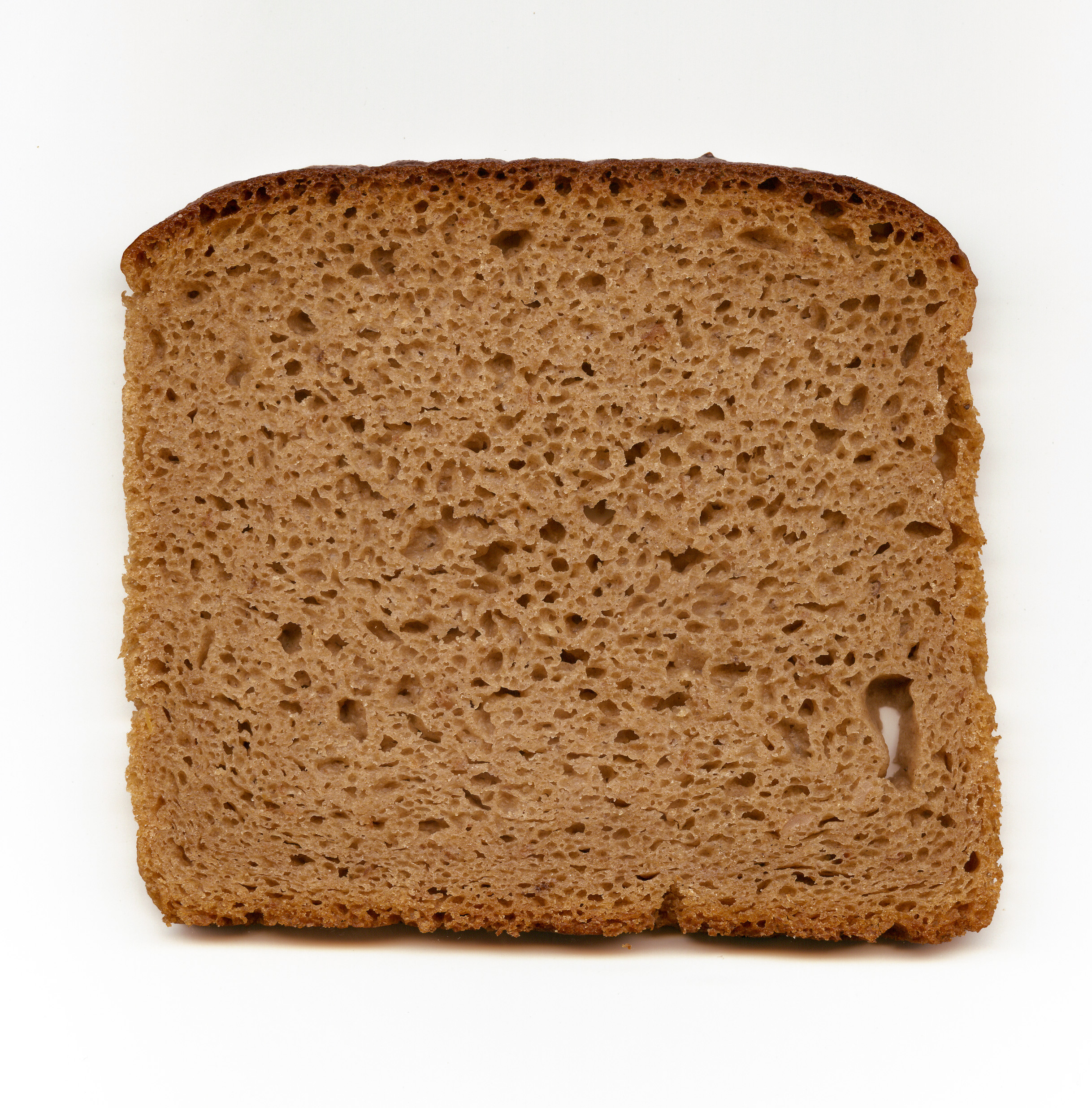
Kommissbrot

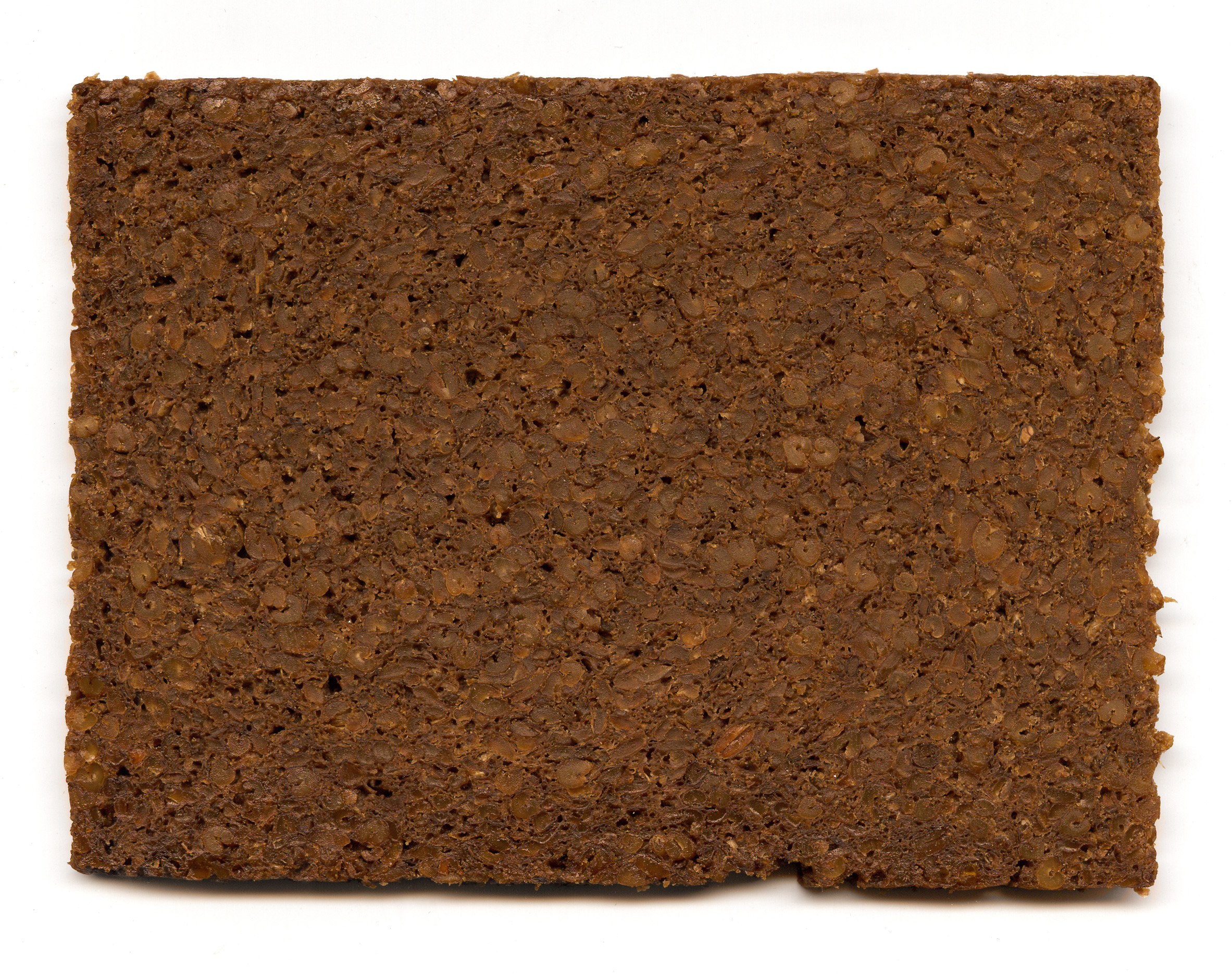
Traditionell gebackenes Pumpernickel aus Roggenschrot, Wasser und Salz ohne weitere Zutaten

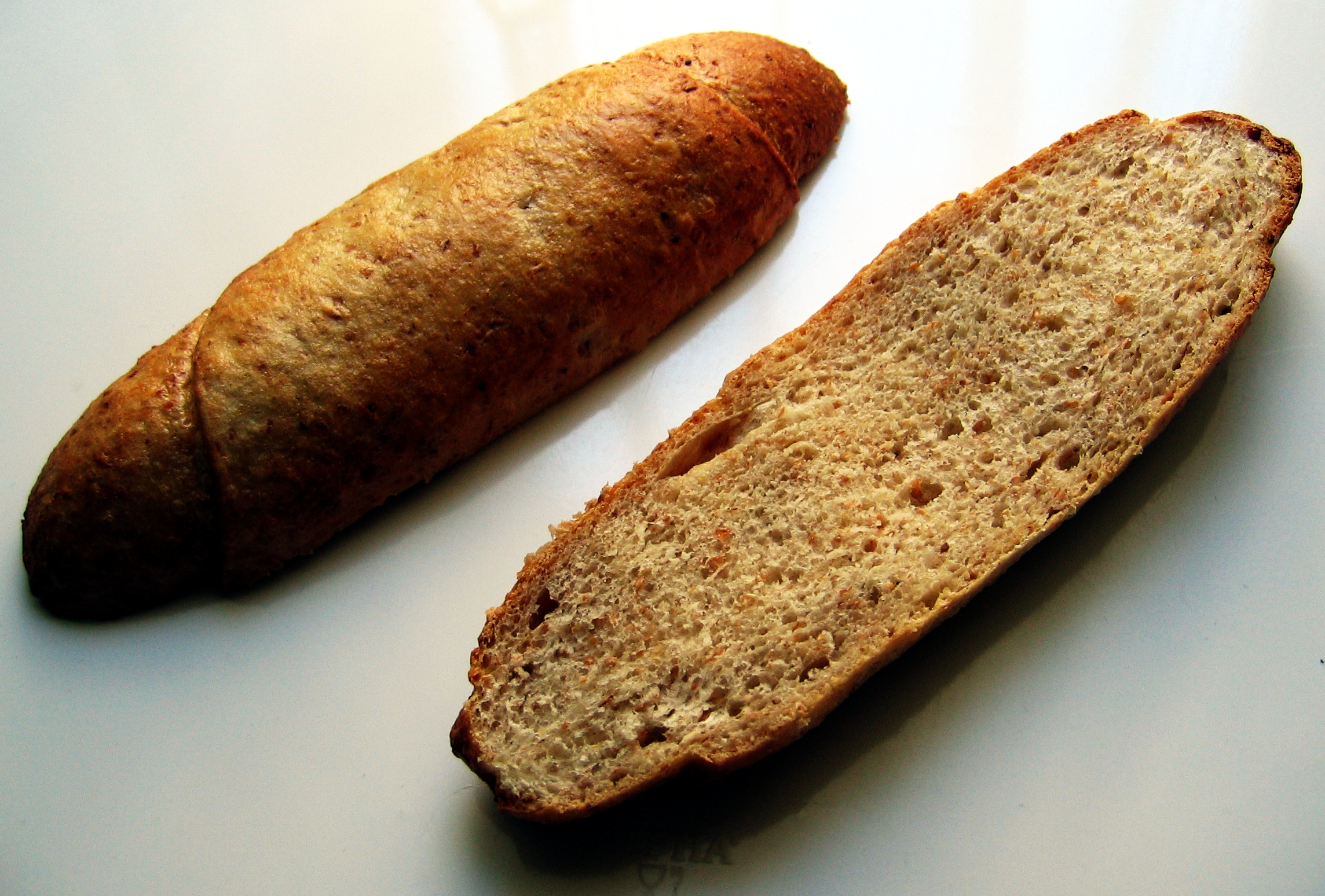
Österreichisches Grahamweckerl

Von einheitlichen Ernährungsvorgaben war aber nicht die Rede. Das NS-Regime betrieb eine systematische Gesundheits- und Ernährungspolitik. Die propagierten Ernährungsempfehlungen, die Teil der Kriegsvorbereitung waren, deckten sich, auch was das Vollkorn anbetraf, mit vielen Forderungen der Lebensreformbewegung.
Vorstellungen aus dem Nationalsozialismus finden sich teilweise in den nach dem Krieg weitergeführten Institutionen und Standardwerken der Ernährungslehre, der Verbraucherberatung bis hin zu Kochbüchern. Dies betrifft zum Beispiel die Vollwerternährung. Eine gewisse Renaissance erlebten unterschiedliche Vollkornbrotsorten im Rahmen der Öko- und Umweltbewegung in den 1970er und 1980er Jahren.

## Gesundheitliche Aspekte
Hinsichtlich der Prävention und Milderung von Diabetes gelten Vollkornprodukte als gesundheitsfördernd. Daneben wird angenommen, dass die im Vollkornmehl enthaltenen Ballaststoffe die Verdauung anregen und regulieren sowie Verstopfung vorbeugen. Außerdem sollen sie dazu beitragen, die Darmflora zu regulieren, die Darmschleimhaut zu regenerieren, Blutfettwerte zu senken und Dickdarmkrebs vorzubeugen. Durch eine stark ballaststoffreiche Kost sind allerdings auch Unverträglichkeiten wie Blähungen möglich. Die Phytinsäure wird bei Säuerung oder Keimung, aber auch beim Einweichen oder Kochen abgebaut.
Vollkorn reduziert zum Beispiel das Risiko, an einem Herzinfarkt zu sterben.

## Produkte (Auswahl)
- Schwarzbrot
- Roggenbrot
- Knäckebrot
- Vollkornnudeln
- (Gersten-)Bier
- Haferflocken
- Müsli-Mischungen